# Centrovasca
Il centrovasca è uno dei ruoli della pallanuoto.

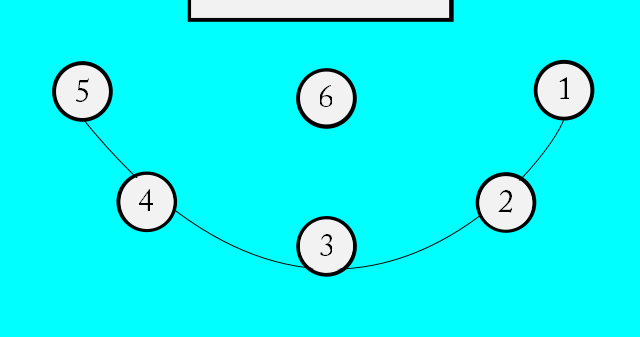
Rappresentazione numerata della classica disposizione a semicerchio. Il centrovasca si colloca al numero 3.

Il centrovasca, chiamato marcatore quando ricopre il ruolo difensivo, è il giocatore più arretrato. Il suo ruolo offensivo è quello di regista, trovandosi a metà del semicerchio; importante è il suo compito nella fase difensiva, dato che gli è assegnata la marcatura del centroboa avversario, ed è deputato a ostacolarne i movimenti per evitare che egli concluda a rete da distanza ravvicinata.

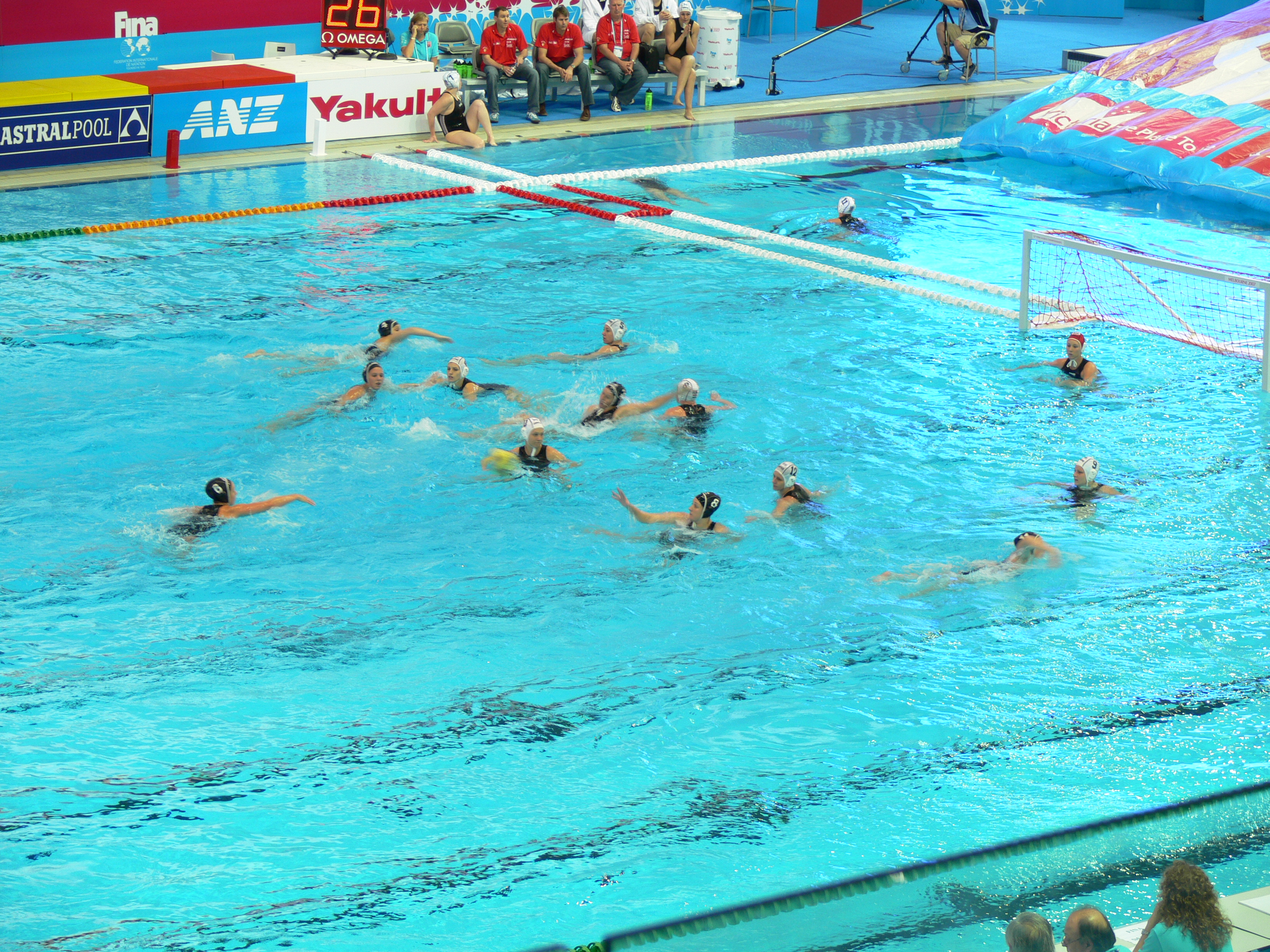
Immagine di un'azione di gioco: la prima giocatrice a sinistra occupa il ruolo di centrovasca
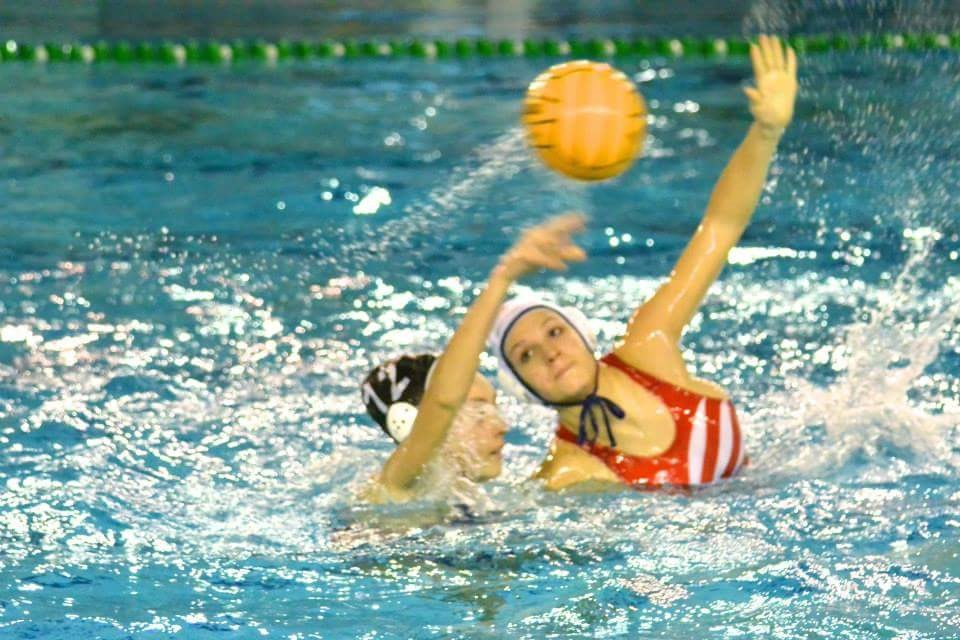
Un centrovasca/marcatore (a destra) tenta di fermare un tiro.